# 2008年北京オリンピックのエジプト選手団
2008年北京オリンピックのエジプト選手団（2008ねんペキンオリンピックのエジプトせんしゅだん）は、2008年8月8日から8月24日にかけて中国の北京を主として開催された2008年北京オリンピックのエジプト選手団、およびその競技結果。

## 概要
今大会は銅メダル2個を獲得した。

## メダル
| メダル | 選手名                         | 競技                 | 種目       |
| ------ | ------------------------------ | -------------------- | ---------- |
| 銅     | アビール・アブドゥッラフマーン | ウエイトリフティング | 女子69kg級 |
| 銅     | ヘシャム・メシバ               | 柔道                 | 男子90kg級 |

## 種目別選手

### シンクロナイズドスイミング
- デュエット
- チーム

### バレーボール
- バレーボールエジプト男子代表

### レスリング
- カラム・イブラヒム　グレコローマンスタイル96kg級13位

### ハンドボール
- 男子